# ماساشی آبه
ماساشی آبه (انگلیسی: Masashi Abe؛ زادهٔ ۱۳ اوت ۱۹۶۵) اسکی‌باز اهل ژاپن است.